# Strathcona Science Park
Strathcona Science Park är en park i Kanada.   Den ligger i provinsen Alberta, i den centrala delen av landet, 2 800 km väster om huvudstaden Ottawa. Strathcona Science Park ligger 647 meter över havet.
Terrängen runt Strathcona Science Park är platt. Runt Strathcona Science Park är det tätbefolkat, med 383 invånare per kvadratkilometer.. Närmaste större samhälle är Edmonton, 6,8 km väster om Strathcona Science Park. 
Runt Strathcona Science Park är det i huvudsak tätbebyggt.